# George Bloomfield
George Bloomfield (* 1930 in Montréal, Québec; † 13. Mai 2011 in Toronto, Ontario) war ein kanadischer Filmregisseur, Filmproduzent, Schauspieler und Drehbuchautor. 

## Leben und Wirken
George Bloomfield studierte Psychologie und Philosophie an der McGill University in Montréal. Ab 1957 schuf er Filme beim National Film Board of Canada. Sein erster US-amerikanischer Kinofilm war Jenny (1972) mit Alan Alda. Bloomfield arbeitet vor allem für Fernsehserien, aber auch im Theater und Film. Als Regisseur hat er in seiner bisherigen Berufslaufbahn über fünfzig Produktionen vorzuweisen. Er wirkte meist als Regisseur, aber auch als Produzent, Schauspieler, Drehbuchautor und Filmeditor. 
Gemini Awards erlangte er 1995, zweimal 1996 und zweimal 1997, jeweils für die dramatische Fernsehserie Ein Mountie in Chicago (Due South). Für seine Regie in verschiedenen Serien wurde er in den Jahren 1987, 1993, 1994, 1995, 1998 und 1999 für diesen Fernsehpreis nominiert. 
Von 1965 bis 1971 war Bloomfield mit der britisch-kanadischen Journalistin und Schriftstellerin Barbara Amiel verheiratet. Später ehelichte er Louisa Jane Varalta. Er ist der Onkel des Schauspielers Maury Chaykin. 
George Bloomfield verstarb am 13. Mai 2011 in Toronto, Kanada.

## Filmografie (Auswahl)

### Regisseur
- 1958: Ground Handling of Aircraft, Part 2: Winter Operations
- 1972: Jenny
- 1972: Doberkiller (To Kill a Clown)
- 1979: Riel
- 1980: Killer aus dem Dunkel (Double Negative)
- 1980: Ein Professor geht aufs Ganze (Nothing Personal)
- 1983: Die Fraggles (Fraggle Rock, 10 Folgen)
- 1986: Die Campbells (The Campbells, Fernsehserie)
- 1987: Erben des Fluchs (Friday the 13th, Fernsehserie)
- 1988: Ultraman – Mein geheimes Ich (My Secret Identity, Fernsehserie)
- 1988, 1989: Krieg der Welten (War of the Worlds, 6 Folgen)
- 1990, 1991: Die Waffen des Gesetzes (Street Legal, 6 Folgen)
- 1990, 1992: Neon Rider (6 Folgen)
- 1992: Das Mädchen aus der Stadt (Road to Avonlea, Folgen High Society, Old Friends, Old Wounds)
- 1994: TekWar: Die Fürsten des Todes (TekWar: TekLords)
- 1994: Lederstrumpf (Hawkeye, Fernsehserie)
- 1995: Tek War – Krieger der Zukunft (TekWar, Fernsehserie)
- 1995, 1998: Ein Mountie in Chicago (Due South, Folgen The Man Who Knew Too Little, An Invitation to Romance, Mountie on the Bounty: Part 1)
- 1995: Kung Fu – Im Zeichen des Drachen (Kung Fu: The Legend Continues, Fernsehserie)
- 1997: Outer Limits – Die unbekannte Dimension (The Outer Limits, Fernsehserie, eine Folge)
- 1997: Nikita (La Femme Nikita, Folgen 1.08 Schmutziges Spiel bzw. Escape, 1.10 Doppelleben bzw. Choice, 1.12 Der Super-Gau bzw. Innocent)
- 2000: Criminal Instinct – Liebe bis in den Tod (Love and Murder)
- 2006: The Jane Show (6 Folgen)

### Produzent
- 1995, 1997: Ein Mountie in Chicago (Due South)

### Schauspieler
- 1983: Avanaida – Todesbiss der Satansviper (Spasms)
- 1986: Der Herrscher des Central Parks (The Park Is Mine)
- 1987: …und tot bist du (And Then You Die)
- 1989: Krieg der Welten (War of the Worlds, Fernsehserie)
- 1995, 1997: Ein Mountie in Chicago (Due South, Fernsehserie)

### Drehbuchautor
- 1972: Jenny
- 1972: Doberkiller (To Kill a Clown)
- 1974: Child Under a Leaf

### Filmschnitt
- 1974: Child Under a Leaf